# Menhir de Tiecs
Le menhir de Tiecs est un monolithe situé sur le territoire de la commune de Roure, dans les Alpes-Maritimes, en France.

## Situation
Le menhir est situé dans le hameau de Tiecs, à environ quatre kilomètres au nord de Roure ; il se dresse au milieu d'une forêt de châtaigniers, à proximité de la chapelle Sainte-Anne et de la Tinée.

## Description
La pierre, composée de grès rose, mesure 2,27 m de haut pour une largeur d'1 m à sa base et une épaisseur moyenne de 50 cm.
Connu dans la région sous le nom de Peira, le menhir de Tiecs fut découvert dans les années 1960 par Pierre Bodard.